# Patricia Brent, zitella
Patricia Brent, zitella (titolo originale Patricia Brent, Spinster) è un romanzo pubblicato nel 1918 dallo scrittore ed editore britannico Herbert G. Jenkins (1876-1923).

## Trama
1917. A Galvin House, una pensione nel centro di Londra, vive una serie di personaggi dalla vita piuttosto asfittica. Tra questi, Patricia Brent, un'orfana della provincia, trasferitasi in città dove lavora come segretaria di un deputato.
Una sera, Patricia ascolta per caso una conversazione su di lei tra due vecchie ospiti della pensione: non solo viene dipinta con accenti pietosi, ma viene anche sottolineato il fatto che a ventiquattro anni la ragazza non abbia neanche un fidanzato. Patricia, giovane donna profondamente orgogliosa, si sente umiliata, e in un momento di rabbia, per zittire le chiacchiere su di lei, dichiara di averlo trovato, un fidanzato. Che però lei sa non esserci, e non essere ancora apparso all'orizzonte.
Ma la ragazza non ha considerato il fatto di vivere con dei ficcanaso: e una sera in cui ha deciso di uscire ufficialmente col "fidanzato" (in pratica però da sola), si ritrova seguita da metà dei pensionanti. Così per salvare le apparenze chiede aiuto a un giovane ufficiale in licenza incontrato al ristorante, il tenente colonnello Peter Bowen, il quale si presta prontamente per la serata a interpretare la parte del suo fidanzato.
Sembra finita lì. Ma Patricia non si spiega allora perché il giovane Bowen (che oltretutto, è anche un Lord) nei giorni successivi continui a insistere con la commedia. La ragazza, fiera della propria indipendenza (e contenta della propria esistenza da futura zitella), detesta questa situazione, ma non può ribellarsi, perché deve mantenere la finzione sia coi clienti della pensione, sia con l'insopportabile zia Adelaide.
Bowen, invece, una spiegazione ce l'ha. Si è innamorato a prima vista di Patricia e vuole sposarla. Ma dopo l'ennesimo errore tattico, la giovane donna sembra ancora più prevenuta nei suoi riguardi. Come fare a convincerla? Decide così di chiedere aiuto ad alcune persone fidate: la sorella Tanagra, il migliore amico Godfrey Elton e un conoscente di Patricia, il signor Triggs.
Questi troveranno una soluzione: far crollare l'orgoglio della ragazza. E lo faranno passando alle maniere forti: convincono Bowen a non cercarla più, ma in compenso sfruttano ogni occasione buona per parlare di lui con Patricia. La ragazza, a cui sotto sotto cominciava a piacere la situazione, inizia a cedere: la vecchia vita le sta stretta, la solitudine inizia a sentirsi.
Dopo un casuale incontro (e il primo vero bacio) tra i due alla fine di un bombardamento, lei parte per andare in vacanza ad Eastbourne, e lui pensa di tornare al fronte. Patricia (che è tornata prima dalle vacanze... perché si sentiva sola) viene a sapere di questa decisione e di colpo si convince che, se Bowen tornasse al fronte e morisse, la colpa sarebbe solo propria: propria e del proprio orgoglio. Così, crollata la propria corazza, la ragazza riconosce finalmente di essere innamorata del giovane lord, e gli si dichiara.
Patricia e Bowen si sposeranno pochi mesi dopo. Con loro, anche Elton e Tanagra, innamorati da sempre.
(explicit)